# (13548) 1992 ER1
(13548) 1992 ER1 là một tiểu hành tinh vành đai chính. Nó được phát hiện bởi Seiji Ueda và Hiroshi Kaneda ở Kushiro, Hokkaidō, Nhật Bản, ngày 8 tháng 3 năm 1992.